# Chaetonotus antrumus
Chaetonotus antrumus is een buikharige uit de familie Chaetonotidae. De wetenschappelijke naam van de soort werd in 2017 voor het eerst geldig gepubliceerd door Kolicka. De soort wordt in het ondergeslacht Chaetonotus geplaatst.